# Parafia św. Józefa Sebastiana Pelczara w Przemyślu
Parafia św. Józefa Sebastiana Pelczara w Przemyślu – parafia rzymskokatolicka pod wezwaniem św. Józefa Sebastiana Pelczara w Przemyślu, należąca do dekanatu Przemyśl II w archidiecezji przemyskiej. Erygowana w 2000 roku. Mieści się przy ulicy Chrobrego. Miejsca kultu w parafii to: kaplica na Winnej Górze, kaplica w szpitalu wojewódzkim na ul. Monte Cassino i kościół na ulicy Chrobrego.

## Historia
1 stycznia 2000 roku dekretem abpa Józefa Michalika została erygowana parafia pw. św. Józefa Sebastiana Pelczara, z wydzielonego terytorium parafii Świętych Benedykta, Cyryla i Metodego, parafii św. Brata Alberta i parafii Trójcy Przenajświętszej. 
2 stycznia została poświęcona kaplica pw. bł. Ojca Pio w budynku nowego szpitala przy ul. Monte Cassino. Kaplica ta przez wiele lat pełniła rolę parafialnej placówki duszpasterskiej. Pierwszym proboszczem został ks. Piotr Rymarowicz. 16 kwietnia 2000 roku ukazał się pierwszy numer gazetki parafialnej „Błogosławieni – Głos Parafii z Monte Cassino”.
30 maja 2006 roku rozpoczęto budowę nowego kościoła. 1 stycznia 2010 roku abp Józef Michalik wmurował kamień węgielny. 21 czerwca 2020 roku abp Adam Szal poświęcił nowy kościół.
Proboszczowie parafii:
2000–2005. ks. Piotr Rymarowicz.
2005–2015. ks. Janusz Klamut.
2015–2020. ks. Maciej Kandefer.
2020– ks. nadal Marcin Hunia.

## Terytorium parafii
Na terenie parafii jest 1 200 wiernych mieszkających przy ulicach: Od skrzyżowania ul. 3 Maja z ul. Stanisława Augusta w kierunku ul. Wyspiańskiego, ul. Wyspiańskiego do skrzyżowania z ul. Szwoleżerską, następnie wzdłuż Ogródków Działkowych ul. Glinianą do ul. Emilii Plater, ul. Emilii Plater do skrzyżowania ul. Granicznej i Astronautów, potem ul. Astronautów do ul. Ceramicznej, następnie w kierunku granic administracyjnych miasta. Granicą miasta do ul. Armii Krajowej, ul. Armii Krajowej do ul. Krakowskiej, ul. Sobieskiego do skrzyżowania z ul. 3 Maja i Stanisława Augusta.